# Coorilla similis
Coorilla similis är en loppart som beskrevs av Mardon et Allison 1978. Coorilla similis ingår i släktet Coorilla och familjen fladdermusloppor. Inga underarter finns listade i Catalogue of Life.